# Franco Costanzo
Pour les articles homonymes, voir Costanzo.
Franco Costanzo, surnommé « le Mage Blanc », né le 5 septembre 1980 à Río Cuarto, est un footballeur argentin. Il évolue au poste de gardien de but.

## Carrière
Costanzo a commencé sa carrière professionnelle dans le monde du football en 2000 avec le Club Atlético River Plate, où il devient titulaire dès 2003. Avec Los Millonarios, il remporte trois titres de champion. Il connaît par ailleurs sa seule sélection avec l'Argentine en 2003 face à l'Équateur. En 2005, Franco Costanzo quitte son club pour Alavés où il joue 32 matchs.
Il rejoint en 2006 le FC Bâle dans le championnat de Suisse, où il remplace Pascal Zuberbühler. Après des débuts laborieux, il s'est affirmé comme l'un des meilleurs éléments du FC Bâle et l'un des éminents gardiens de Super League. Il est d'ailleurs le joueur le mieux payé de la saison 2008-2009, avec un salaire estimé à 1,3 million de francs suisses. Le 13 avril 2011 une page "gardiens" se tourne à Bâle, lorsque son contrat n'est pas prolongé par le FC Bâle, afin de faire de la place pour sa doublure, Yann Sommer.
Il s'engage en juin 2011 à l'Olympiakos Le Pirée. Il quitte le club grec à l'issue d'un accord à l'amiable en janvier 2012 et met un terme à sa carrière au mois de mai 2012.

## Palmarès
- Champion d'Argentine en 2002, 2003, 2004
- Champion de Suisse 2008, 2010 et 2011.
- Vainqueur de la Coupe de Suisse 2007, 2008, 2010.
- Élu meilleur joueur bâlois saison 2006-2007 (dont 13 fois « homme du match »).
- Élu 15 fois « homme du match » pour la saison 2007-2008, et 2e meilleur joueur bâlois
- Malgré une faible participation aux matchs à cause d'une blessure lors de la saison 2009-2010, le 21 mai, il est élu sur un contingent des 21 meilleurs joueurs à la 9eplace.
- Élu deuxième meilleur joueur bâlois saison 2010-2011